# (3616) Glazunov
(3616) Glazunov es un asteroide perteneciente al cinturón de asteroides, descubierto el 3 de mayo de 1984 por la astrónoma ucraniana Liudmila Zhuravliova desde el Observatorio Astrofísico de Crimea (República de Crimea).

## Designación y nombre
Designado provisionalmente como 1984 JJ2. Fue nombrado Glazunov en honor al pintor soviético ruso Ilya Glazunov.